# ソル・クバーノ
ソル・クバーノとは、冷たいタイプのロングドリンクに分類される、ラムをベースとしたカクテルである。カクテル名は、Sol Cubanoと綴るが、これは「キューバの太陽」という意味。
神戸市「サヴォイ北野坂」の木村義久が考案した。1980年第1回サントリー・トロピカルカクテル・コンテストでグランプリを受賞したカクテルの1つ。トロピカルカクテルがブームの時代であったことと、作成方法が手軽なビルドであったこともあり、全国のバーへ広まった。

## レシピ
- ラム ＝ 45ml
- グレープフルーツ・ジュース ＝ 45ml
- トニック・ウォーター ＝ 適量

### 作り方
氷を入れたタンブラーグラス（容量240〜300ml程度）に、ラムを注ぎ、そこにグレープフルーツ・ジュースを注いでステアする。最後に、トニック・ウォーターでグラスを満たせば完成である。
コンテスト時のオリジナルレシピでは脚が付いたはゴブレットを用いていた。